# La Chapelle-Saint-Géraud
 La Chapelle-Saint-Géraud  là một xã thuộc tỉnh Corrèze trong vùng Nouvelle-Aquitaine miền trung Pháp.